# Großsteingrab Teufelssteine
Das Großsteingrab Teufelssteine (auch Teufelsbett, Düvel- oder Lehzensteine genannt) ist ein neolithisches Ganggrab vom Typ Emsländische Kammer mit der Sprockhoff-Nr. 914. Es entstand zwischen 3500 und 2800 v. Chr. als Megalithanlage der Trichterbecherkultur (TBK). Neolithische Monumente sind Ausdruck der Kultur und Ideologie neolithischer Gesellschaften. Ihre Entstehung und Funktion gelten als Kennzeichen der sozialen Entwicklung.

## Lage
Die Teufelssteine liegen im Norden des Osnabrücker Stadtteils Voxtrup südwestlich von Darum/Gretesch/Lüstringen auf einer Anhöhe in einem kleinen Waldstück im Winkel zwischen der Hase und dem Belmer Bach. 1853 wurde die Fläche der Anlage vom Staat gekauft. Das Gebiet trägt historisch den Namen Teufelsheide und liegt heute zwischen einem Umspannwerk im Westen, dem Heideweg und der Bahnstrecke Löhne–Rheine im Norden, einem Gewerbegebiet im Osten und der Haseniederung im Süden.

## Beschreibung
Die gut erhaltene, Ost-West orientierte Kammer liegt in einer ovalen Einfassung, von der nur noch etwa ein Dutzend Steine erhalten sind. Die etwa 12,9 Meter lange Kammer besitzt eine lichte Weite von etwa zwei Metern. Von den sechs Decksteinen und den 14 Tragsteinen fehlt jeweils einer. In der Mitte der südlichen Langseite, zwischen dem dritten und vierten Tragstein, ist die Lücke für einen Zugang erkennbar.